# Mycobates integer
Mycobates integer är en kvalsterart som beskrevs av Mihelcic 1957. Mycobates integer ingår i släktet Mycobates och familjen Punctoribatidae. Inga underarter finns listade i Catalogue of Life.